# Golfe d'Exmouth
Pour les articles homonymes, voir Exmouth.
Le golfe d'Exmouth, en anglais Exmouth Gulf, est un golfe de l'océan Indien formé par la côte nord-ouest de l'île principale de l'Australie et relevant de la région de Gascoyne, en Australie-Occidentale.